# Lichmera limbata
Lichmera limbata là một loài chim trong họ Meliphagidae.